# ベストセラー・サマー
「ベストセラー・サマー」は、The TUBE（現：TUBE）のメジャー・デビュー・シングル。1985年6月1日にCBS・ソニーから発売。規格品番は「07SH-1652」。1989年に再発売された8センチCDの規格品番は「10EH-3240」。

## 概要
ジャケットが2種類あり、発売当初はメンバーが車と一緒に写っている写真であったが、白いバックに青と白のストライプ衣装を着てメンバーが横一列に並んだ写真に変更された。
1989年3月21日に8センチCDとして再発売。「ベストセラー・サマー」「センチメンタルに首ったけ」の両A面。

## エピソード
1985年7月17日、当時音楽番組の中心的存在として位置付けられていたフジテレビ系『夜のヒットスタジオ』に初登場する。TUBEの同番組初登場に関しては逸話がいくつか残されており、当時の夜ヒット男性司会者である井上順から「"ウェーブ"の皆さんです」と誤って紹介された。また、この夜ヒット初出演は、この回に出演予定だった海外アーティストの出演が急遽キャンセルとなったことに伴う代打としての出演であり、本番数時間前までメンバー全員である海岸浴場で遊んでいたところ、急に「番組出演が決定したのですぐにフジテレビに来てほしい」という旨の連絡アナウンスが海水浴場全体に流され、その遊びに興じていた服装のままの状態で当時フジテレビ局舎のあった東京・河田町にすぐさま直行し、そのまま局に入るや否や、衣装を着替える暇もなく音合わせ・本番を迎えたという逸話も残されている。この同番組初出演時のインパクトの大きさがきっかけとなり、一躍バンドの知名度が向上、「ベストセラー・サマー」も最終的に10万枚を超えるセールスを記録し、翌1986年の「シーズン・イン・ザ・サン」の大ヒットへの布石が築かれることになった。同様に代打として夜ヒットに初出演し、それを契機として一躍知名度を上げたアーティストは他にCHAGE and ASKAがTUBEのケースと同じくデビュー曲で類似経験をしている。

## 収録曲
| 全作詞: 三浦徳子、全作曲: 鈴木キサブロー。 |                          |           |                |                          |      |
| #                                          | タイトル                 | 作詞      | 作曲・編曲     | 編曲                     | 時間 |
| 1.                                         | 「ベストセラー・サマー」 | 三浦徳子  | 鈴木キサブロー | 武部聡志、鈴木キサブロー | 3:16 |
| 2.                                         | 「涙のハーバーライト」   | 三浦徳子  | 鈴木キサブロー | The TUBE                 | 3:44 |
| 合計時間:                                  | 合計時間:                | 合計時間: | 7:00           |                          |      |

| 全作詞: 三浦徳子、全作曲: 鈴木キサブロー。 |                              |           |                |                          |      |
| #                                          | タイトル                     | 作詞      | 作曲・編曲     | 編曲                     | 時間 |
| 1.                                         | 「ベストセラー・サマー」     | 三浦徳子  | 鈴木キサブロー | 武部聡志、鈴木キサブロー | 3:16 |
| 2.                                         | 「センチメンタルに首ったけ」 | 三浦徳子  | 鈴木キサブロー | 長戸大幸                 | 3:14 |
| 合計時間:                                  | 合計時間:                    | 合計時間: | 6:30           |                          |      |

## 収録アルバム
- HEART OF SUMMER (#1,2)
- TUBEst (#1)
- TUBEst III (#1、Re-newed)
- SUMMER ADDICTION (#1、acoustic version)
- Best of TUBEst 〜All Time Best〜 (#1)
- All Singles TUBEst -Blue- (#1)

## タイアップ
ベストセラー・サマー
- 麒麟麦酒「キリンびん生」CMソング